# Trisaharid
Trisaharidi su oligosaharidi koji sadrže tri monosaharida vezana sa dve glikozidne veze. Slično disaharidima, svaka glikozidna veza može u principu da bude formirana između bilo koje hidroksilne grupe na sastavnim monosaharidima. Čak i ako su sve tri komponente šećera iste (e.g., glukoza), različite kombinacije veza (regiohemija) ili stereohemija (alfa- ili beta-) rezultuju u trisaharidima koji su dijastereoizomeri sa različitim hemijskim i fizičkim osobinama.

## Primeri
| Trisaharid     | Jedinica 1 | veza   | Jedinica 2 | Veza   | Jedinica 3 |
| Izomaltotrioza | glukoza    | α(1→6) | glukoza    | α(1→6) | glukoza    |
| Nigerotrioza   | glukoza    | α(1→3) | glukoza    | α(1→3) | glukoza    |
| Maltotrioza    | glukoza    | α(1→4) | glukoza    | α(1→4) | glukoza    |
| Maltotriuloza  | glukoza    | α(1→4) | glukoza    | α(1→4) | fruktoza   |
| Rafinoza       | galaktoza  | α(1→6) | glukoza    | β(1→2) | fruktoza   |

## Spoljašnje veze
- Trisaccharides на 